# Navarredonda y San Mamés
Navarredonda y San Mamés er en kommune i det centrale Spanien i Madrid-regionen. Den har et indbyggertal på 151 (2024) indbyggere.